# Bataille de Schuinshoogte
Première guerre des Boers
Batailles
- Bronkhorstspruit
- Rustenburg
- Marabastad
- Lydenburg
- Elandsfontein
- Laing's Nek
- Schuinshoogte
- Rooihuiskraal
- Majuba Hill

La bataille de Schuinshoogte ou  bataille d'Ingogo est une bataille qui se tint le 8 février 1881 au cours de la première guerre des Boers. Les lignes de communication du Général Sir George Pomeroy Colley avec Newcastle étaient en permanence harcelées par les patrouilles boers montées, dirigées par le Commandant J D Weilbach après la bataille de Laing's Nek (une autre défaite britannique). Le Général britannique décida d'un plan pour écarter cette menace en débarrassant de la présence boer un itinéraire donné entre Newcastle et Mont Prospect. Ce afin de sécuriser ses lignes d'approvisionnement et permettre l'arrivée de renforts.
Vers 9h00, il quitta le camp Mont Prospect avec une troupe essentiellement constituée d'hommes d'infanterie. Une compagnie de 60 hommes des fusiliers royaux et deux pièces d'artillerie furent laissés à une arête surplombant la rivière Ingogo, alors qu'un groupe d'hommes montés et d'infanterie gardaient le gué.
Alors que Colley montait les flancs des collines de l'Ingogo, il reçut des informations de ses éclaireurs qu'une troupe boer importante commandée par le Général  N J Smith et le Commandant J D Weilbach arrivait dans les environs. Les Britanniques formèrent des positions défensives en ronds ou carrés sur la crête des collines avec 240 hommes d'infanterie, 38 cavaliers et 2 pièces d'artillerie alors que les 300 Boers tentaient de les encercler et leur couper toute échappatoire.
D'environ 12h00 jusque 17h00, une série de combats se tint au cours desquels les Britanniques souffrirent en particulier du feu nourri des Boers. Bien que le 60e Fusiliers portait des uniformes vert sombre (en fait pratiquement noir), il se démarquaient franchement des uniformes boers, à la couleur atténuée proche du beige du veld. La seule concession fut d'autoriser le que le casque blanc puisse être coloré au thé. Les canonniers et les cavaliers portaient également des tenues sombres, mais les canonniers étaient en particulier exposés. Les Boers utilisaient eux des tenues et un matériel, et étaient expert en l'art du camouflage pour leur matériel, leur permettant de se fondre dans l'environnement.
Une forte pluie fit son apparition et mit fin brutalement à la bataille. La rivière Ingogo grossit rapidement, et devint impossible à traverser. Les Boers, constatant la situation, estimèrent que les Britanniques ne pourraient retraverser, en particulier avec leur artillerie. Ils attendirent la nuit pour achever la bataille le lendemain. Les Britanniques choisirent cependant de se retirer avec tout leur matériel, dont chevaux et artillerie, mais du matériel fut perdu et des hommes se noyèrent. L'échappée des Britanniques avec leur matériel représente pratiquement la seule erreur des Boers dans cette guerre.
Il fut généralement estimé que si Colley avait reçu des renforts avant que les fortes pluies ne s'abattent sur le champ de bataille, il aurait pu battre les Boers pour la première fois et donner aux Britanniques de meilleurs atouts dans les négociations de paix.
Quand les Britanniques revinrent le lendemain pour ramasser leurs morts, les Boers avaient déjà emporté leurs morts et blessés. Il n'y eut plus d'altercation. Les 8 Boers décédés furent enterrés à la ferme "Geelhoutboom" à 5 kilomètres à l'ouest du site. Les Britanniques perdirent 7 officiers et 69 hommes morts, ainsi que 68 blessés. Les hommes furent enterrés sur le site et les officiers exhumés 4 jours plus tard pour être enterrés à Fort Amiel.
Colley subit des défaites tout au long de la campagne, et bien qu'il reçut des renforts, ses hommes furent constamment démoralisés. Colley lui-même fut tué au cours de la bataille finale de Majuba Hill.